# Škoda 130 RS
Škoda 130 RS (typ 735) byl závodní automobil – kupé, předurčený pro soutěže rallye, závody automobilů na okruzích a v závodech do vrchu. Byl odvozen od kupé Škoda 110 R a vyráběn v letech 1975 až 1982 československou automobilkou AZNP v závodě Kvasiny. Škoda 130 RS skloubila skelet sportovního kupé Š 110 R s motorem ze Škody 120 S a s podvozkem z prototypu Š 200 RS.

## Vznik a vývoj
Na počátku 70. let 20. století se používal k závodům automobilů model Škoda 110 LS (de Luxe Super) s motorem 1107 cm3 a výkonem 46 kW. Mezinárodní automobilová FIA v roce 1971 upravila podmínky pro kategorii A2 ze zdvihového objemu válců 1150 cm3 na 1300 cm3. V AZNP na to reagovali modelem Škoda 120 S Rallye (o objemu 1289 cm3 a výkonu 85 kW), který vyjel na silnice v roce 1972. Přes řadu úspěchů této verze (Milan Žid zvítězil na Rallye Tatry 1972, Nor John Haugland získal světové body 7. místem na Švédské rallye 1975 a Václav Blahna vyhrál Rallye Barum v letech 1974-5) byl to pouze krok ke stavbě skutečně závodního automobilu. Přes "slepou" uličku s prototypy Škoda 180/200 RS (B5) z roku 1974 byl schválen v říjnu 1974 projekt a stavba Škody 130 RS.
Za necelý rok tým pod vedením ing. Červeného představil nový vůz, který byl homologován jako okruhová verze s pětistupňovou převodovkou v květnu 1975. Vůz 1. homologace s motorem o objemu válců 1289 cm3 (vrtání ø 75 mm, zdvih 72 mm) z roku 1975 a výkonem 101 kW/135 k měl pětistupňovou mechanickou převodovku bez synchronizace jedničky a zpětného chodu, ale novou zesílenou jednokotoučovou spojkou Fichtel & Sachs. Motor byl čtyřdobý kapalinou chlazený čtyřválec s rozvodem OHV a umístěný byl za zadní hnanou nápravou. Motor s hliníkovým blokem s vloženými litinovými válci měl původ v produkčních čtyřválcích včetně osmikanálové litinové hlavy a mazání se suchou klikovou skříní.
V roce 1976 FIA opět změnila technické předpisy a omezila možnosti úprav a použití speciálních dílů u vozů skupiny A2. Škoda 130 RS byla tedy upravena a v červnu 1976 znovu schválena FIA (2. homologace, 1. června 1976). Objem válců byl zvýšen na 1298 cm3, ale byla použita pouze čtyřstupňová převodovka. V této úpravě získala Š 130 RS v letech 1976–1982 řadu vítězství a úspěchů. Vůz byl označován jako „Porsche z východu“.
Homologace vozu pro vytrvalostní závody Mistrovství Evropy cestovních vozů na okruzích a pro soutěže skončila rokem 1983. Škodu 130 RS mnozí dosud považují za nejslavnější český závodní a soutěžní automobil.

## Motor
Motor byl řadový kapalinou chlazený čtyřválec s rozvodem OHV a s osmikanálovou hlavou válců o zdvihovém objemu 1298 cm3 (vrtání ø 75,5 mm x zdvih 72 mm) a se dvěma ventily na válec. Motor byl umístěn podélně vzadu. Při kompresním poměru 10,5:1 podával zprvu výkon 88 kW/120 k při 8000 ot/min. Později byl výkon zvýšen až na rozmezí 96-103 kW/130-140 k při 7500 ot/min, popř. až 8600 ot/min. Nejvyššího kroutícího momentu 127 Nm dosahoval při 5250 ot/min. Klikový hřídel byl uložen ve třech hlavních ložiskách. Motor byl osazen dvěma dvojitými, horizontálními karburátory Weber 40 DCOE2, popř. se vstřikováním Lucas. Motor s hliníkovým blokem s vloženými litinovými válci měl mazání se suchou klikovou skříní. Oproti Š 120 S byla zesílena víka hlavních ložisek klikového hřídele, použity lehčí ale odolnější ojnice, posílen ventilový rozvod a zlepšena byla účinnost mazací soustavy. Se čtyřrychlostní přímo řazenou převodovkou dokázal vůz na okruzích dosáhnout rychlosti 220 km/h, akceleroval z 0 na 100 km/h za 7,5 vt.

## Podvozek
Vpředu byla lichoběžníková náprava a vzadu vlečná náprava s trojúhelníkovými rameny s úhlem kývání 15°. Na všech kolech byly namontovány vinuté pružiny a dvojité kapalinové, teleskopické tlumiče Koni Sport. Na předních kolech byly kotoučové brzdy Girling a vzadu klasické bubnové brzdy. Pneumatiky 185/70 SR 13" byly obuty na elektronových discích 5,5×13". Od sezóny 1979 byl pak osazen patnáctipalcovými pneumatikami Goodyear.

## Karoserie
Skelet samonosné, dvoudveřové karoserie Š 130 RS byl odvozen od sériového typu 110 R, ale výrazně upraven – přibyly různé výztuhy podlah, úchytů zadních ramen nebo vnitřní ochranný rám. Ocelovou karosérii odlehčilo použití jednak hliníkového plechu tloušťky 0,7 mm na střechu, z téhož materiálu bylo přední čelo (s otvory přídavného chladiče) a vnější plechy dveří. Víko motoru, zavazadelníku a blatníky byly z laminátu. Homologovaný vůz měl pohotovostní hmotnost 720 kg.

## Verze

### Závodní verze pro soutěže

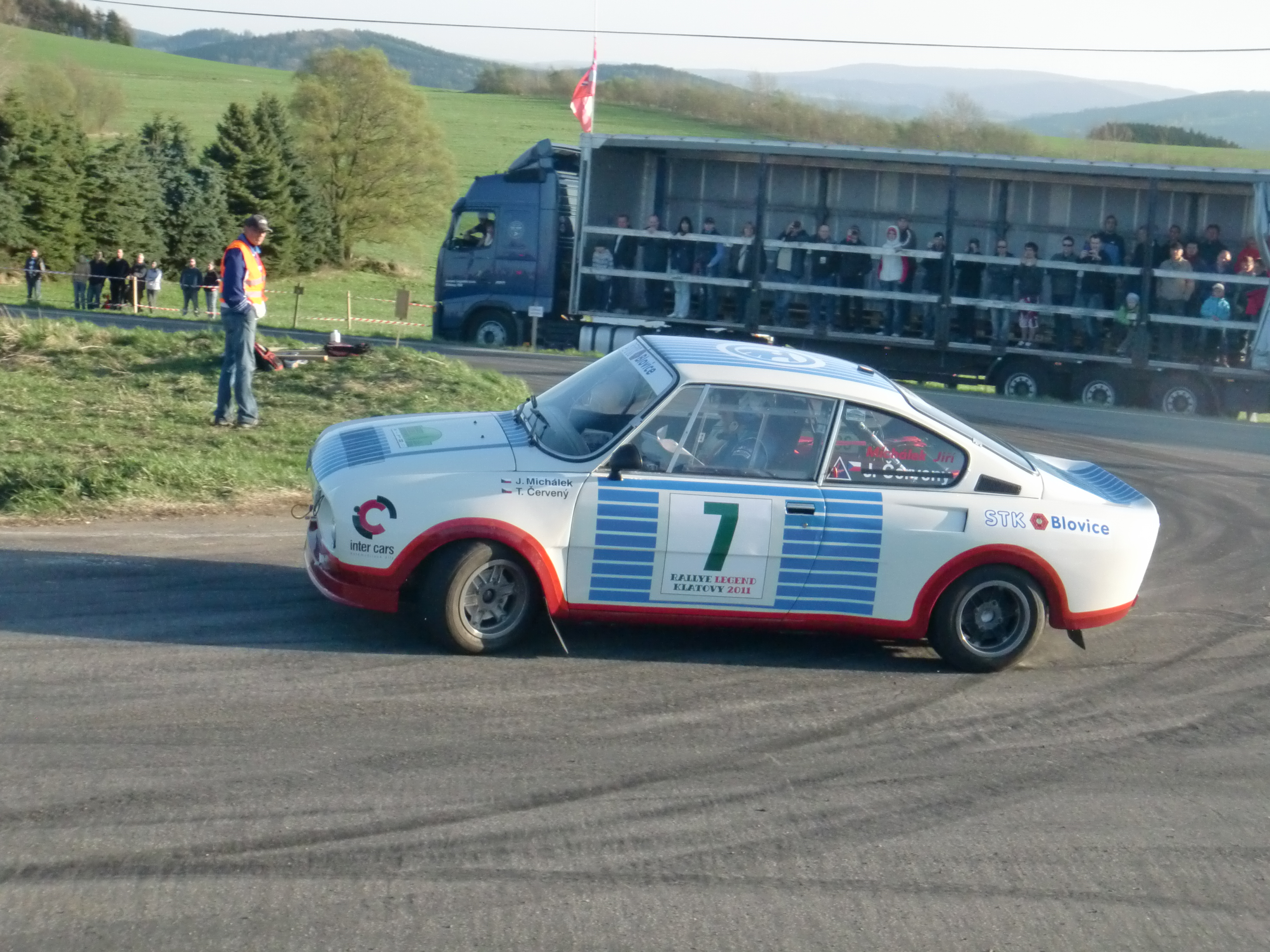
Škoda 130 RS na trati Rallye Šumava 2011

Vozy Š 130 RS se začaly zúčastňovat rallye až s modelem 2. homologace. Tyto vozy získaly na soutěžích mistrovství světa i mistrovství Evropy mnoho úspěchů. Zřejmě prvním startem (a vítězným) byla účast dvojice Václav Blahna/Lubislav Hlávka v červnu 1976 na Rallye Košice. Továrními jezdci dále byli Svatopluk Kvaizar, John Haugland, Ladislav Křeček, Jiří Šedivý a Oldřich Horsák. Prvním velkým úspěchem byl absolutní triumf posádky Václav Blahna/Lubislav Hlávka na domácí půdě, ve 3. ročníku Rallye Škoda 1976. V této rallye Š 130 RS zvítězila celkem 5× (1976–1980). V Barum rallye tento vůz zvítězil 6×, v letech 1976–1980 a ještě v roce 1983. Za největší úspěch je považováno vítězství ve třídě třináctistovek v Rallye Monte Carlo 1977 dvojice Blahna/Hlávka, celkově dojeli dvanáctí a týmoví kolegové Miloslav Zapadlo s Jiřím Motalem skončili o tři příčky za nimi. K tomu je nutno připočíst další čtyři umístění v první desítce soutěží započítávaných do MS v rallye: Nor John Haugland přivezl první světový bod za 10. místo absolutně ve finské Rally 1000 jezer 1977, Miloslav Zapadlo skončil devátý na řecké šotolině v Acropolis Rally 1978 a v letech 1979 a 1981 skončil v Řecku Václav Blahna dokonce osmý.
Na domácích mistrovství republiky v ostře sledované třídě A2 1300 cm3 a také v Poháru míru a přátelství (PMaP) "ulehčil" téměř bezkonkurenční postavení Š 130 RS Vladimír Hubáček (Alpine A 110), který ukončil rokem 1976 závodní činnost. Již v roce 1976 Svatopluk Kvaizar skončil v PMaP o pouhý bod na 3. místě. V roce 1977 Václav Blahna tento pohár vyhrál, o rok později Jiří Šedivý a v roce 1979 celkové pořadí ovládl Jan Trajbold st. Poslední dvě vítězství v PMaP získali Václav Blahna (1980) a Jan Trajbold st. (1981).
V celkovém pořadí ME v rallye skončil Václav Blahna v roce 1978 na 15. místě a o rok později na 32. místě. V roce 1980 Svatopluk Kvaizar obsadil v ME 18. místo. Tyto výsledky byly především ovlivněny nízkým počtem účastí na závodech vypsaných pro ME v jednotlivých letech. Jezdci na Š 130 RS se zúčastňovali 5–8 soutěží ročně (např. v roce 1978 Boucles de Spa, Jugoslávská rallye, Rallye dell´Isola d'Elba, Rallye Albena, Ypres 24 Hours Rally, Rallye Škoda, Rajd Polski, Danube Rally) zatímco celý ročník jich čítal až 50.
Soutěžní provedení Š 130 RS je stále ojediněle k vidění v rámci Rallye Legend, v evropském mistrovství (FIA European Historic Rally Championship) a v mistrovství republiky Rallye historických automobilů.

### Závodní verze pro okruhové závody

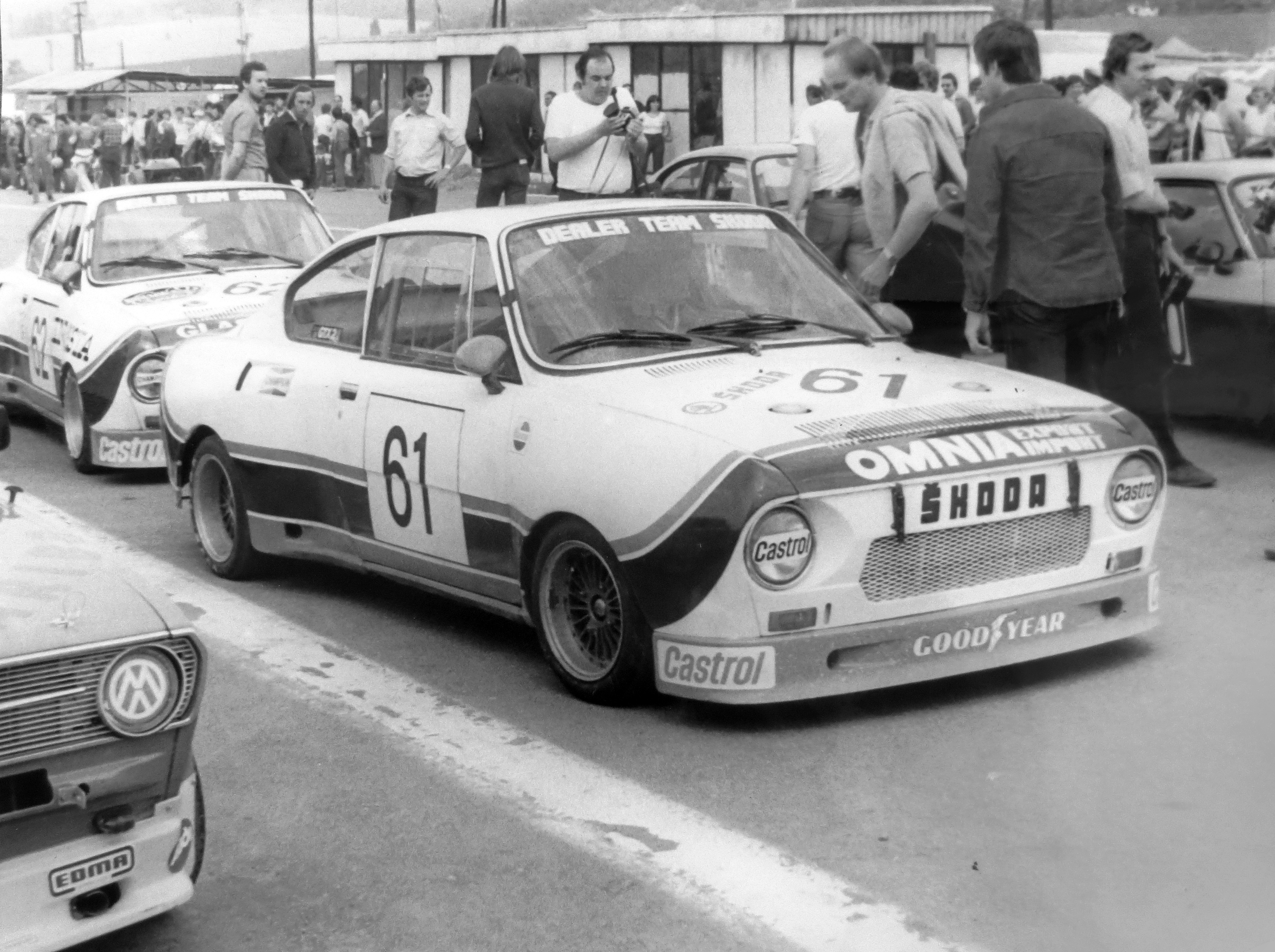
Škoda 130 RS, st. č. 61 a 62 (Vojtěch-Enge-Šenkýř), Brno 1980

Vůz byl stejnou měrou úspěšný (možná i víc) na okruzích v závodech Mistrovství Evropy cestovních vozů (ETCC). První start si připsal tento vůz na jaře na Autodromu v Mostě a 18. května 1975 na čtyřhodinovce na Masarykově okruhu Brně, kdy Milan Žid s Oldřichem Horsákem na voze Š 130 RS (1. homologace) skončili v divizi 2 na 3. místě a celkově na 4. místě. Druhá posádka Oldřich Brunclík/Jiří Šedivý skončila celkově na 5. místě. První start homologovaného vozu (2. homologace) se uskutečnil 5. června 1977 na Grand Prix Brno, kde Oldřich Horsák a Jaroslav Bobek vyhráli třídu do 1300 cm3 a v celkovém pořadí vytrvalostního závodu na 3,5 h obsadili 13. místo. V divizi 1 na 3. místě skončili se Škodou 130 RS Adolf Fešárek s Marcelem Pipkem. Zprvu jezdili s tímto vozem další tovární jezdci Škody jako Svatopluk Kvaizar, Oldřich Brunclík, Milan Zapadlo, či "polotovární" Josef Michl, Petr Samohýl, Petr Martinovský atd.
Od roku 1978 se k nim připojili i soukromí jezdci startující za Bohemia Crystal Liberec, někdy podpořeni továrnou (je však nepřesné označovat je za reprezentanty týmu Škoda Motorsport) nebo ÚAMK. V roce 1980 posádky na Š 130 RS obsadily v konečném pořadí šampionátu ETCC celkově 2. místo. Závodními jezdci byli Zdeněk Vojtěch, Břetislav Enge, Jan Šenkýř a Václav Bervid. Zpravidla startovali ve dvou vozech. Tito jezdci se hlavním dílem v roce 1981 podíleli na zisku titulu mistrů Evropy v závodech cestovních automobilů v klasifikaci značek (ETCC). Obrovského úspěchu se podařilo dosáhnout bez přímé podpory tehdejších AZNP. Je ovšem pravdou, že továrna preferovala účast továrních vozů v soutěžích a okruhy stály stranou jejího zájmu. V individuálním závodě v roce 1981 dojeli Zdeněk Vojtěch, Jan Šenkýř a Břetislav Enge nejlépe v italské Vallelunze na 2. místě v celkovém pořadí. Posádka Vojtěch-Enge (případně doplněná Šenkýřem nebo Bervidem) z 8 závodů tohoto ročníku zvítězila v I. divizi celkem v šesti (Monza, Vallelunga, Donington, Brno, Pergusa a Silverstone).

## Galerie
Okruhový speciál Škoda 130 RS

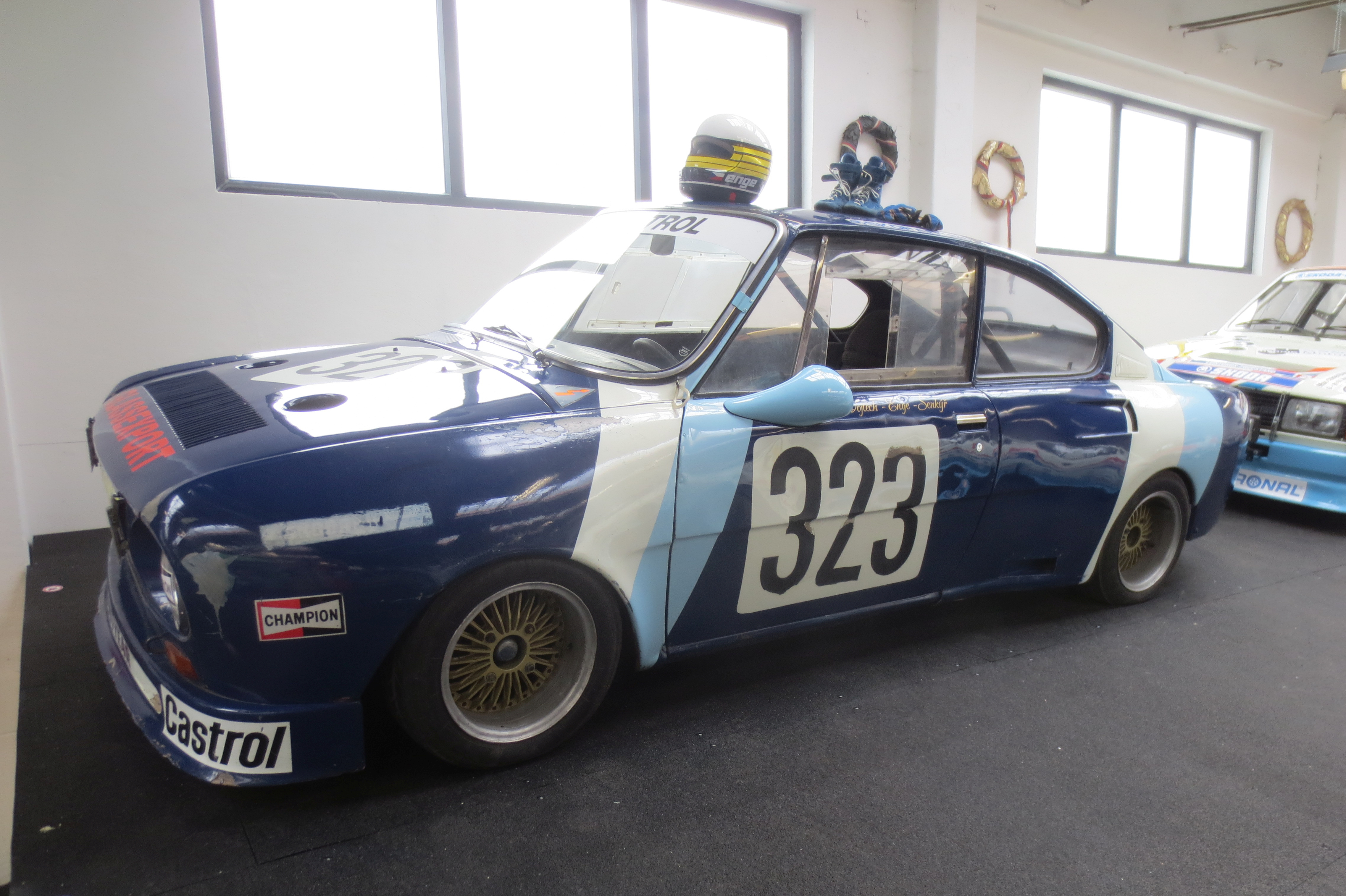
Škoda 130 RS prototyp 1. homologace (Svět škodovek 2021)
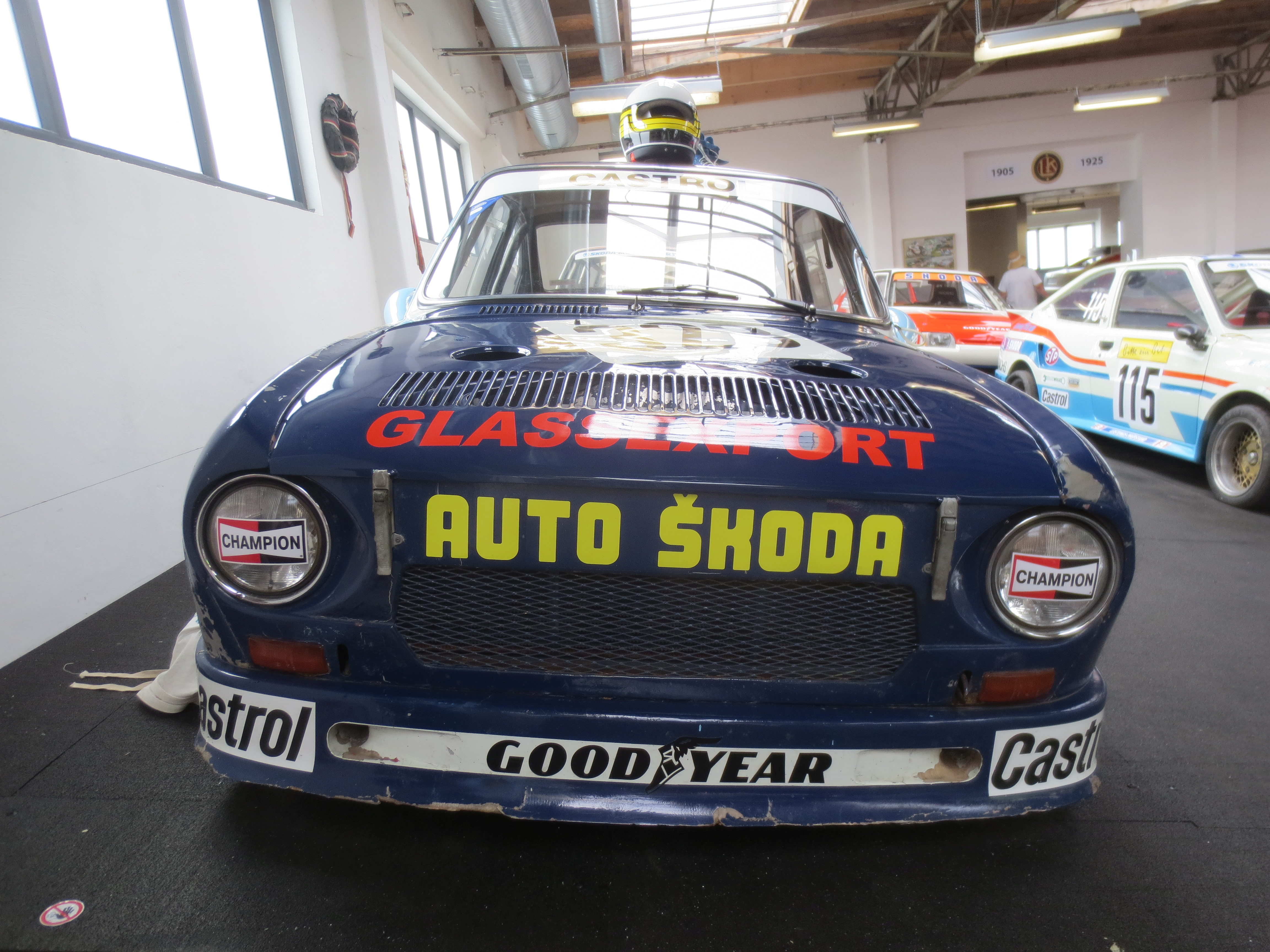
Škoda 130 RS (prototyp 1. homologace 1975) v barvách týmu Bohemia Crystal Liberec
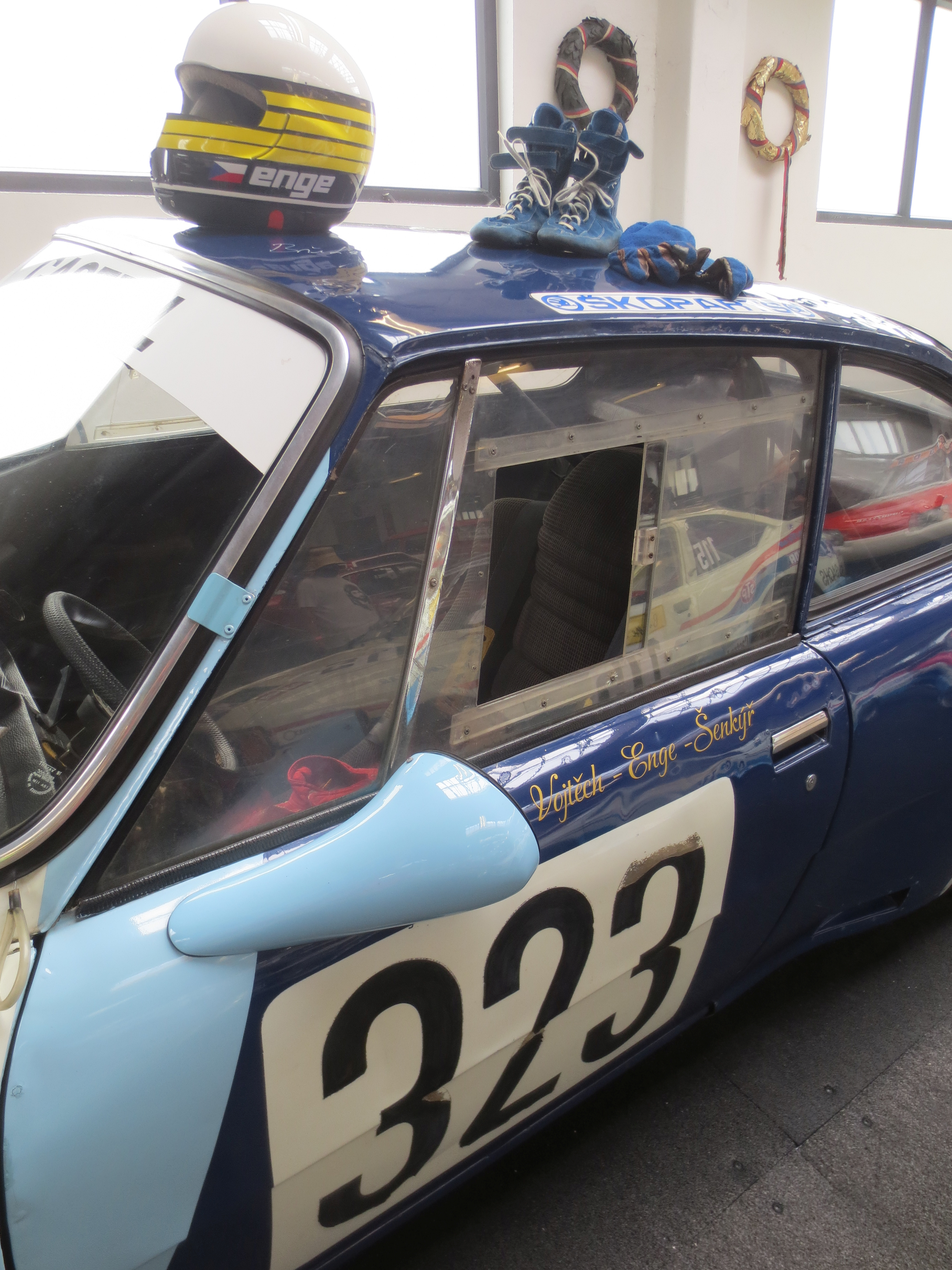
Škoda 130 RS, prototyp 1. homologace (1975), Muzeum Svět škodovek 2021
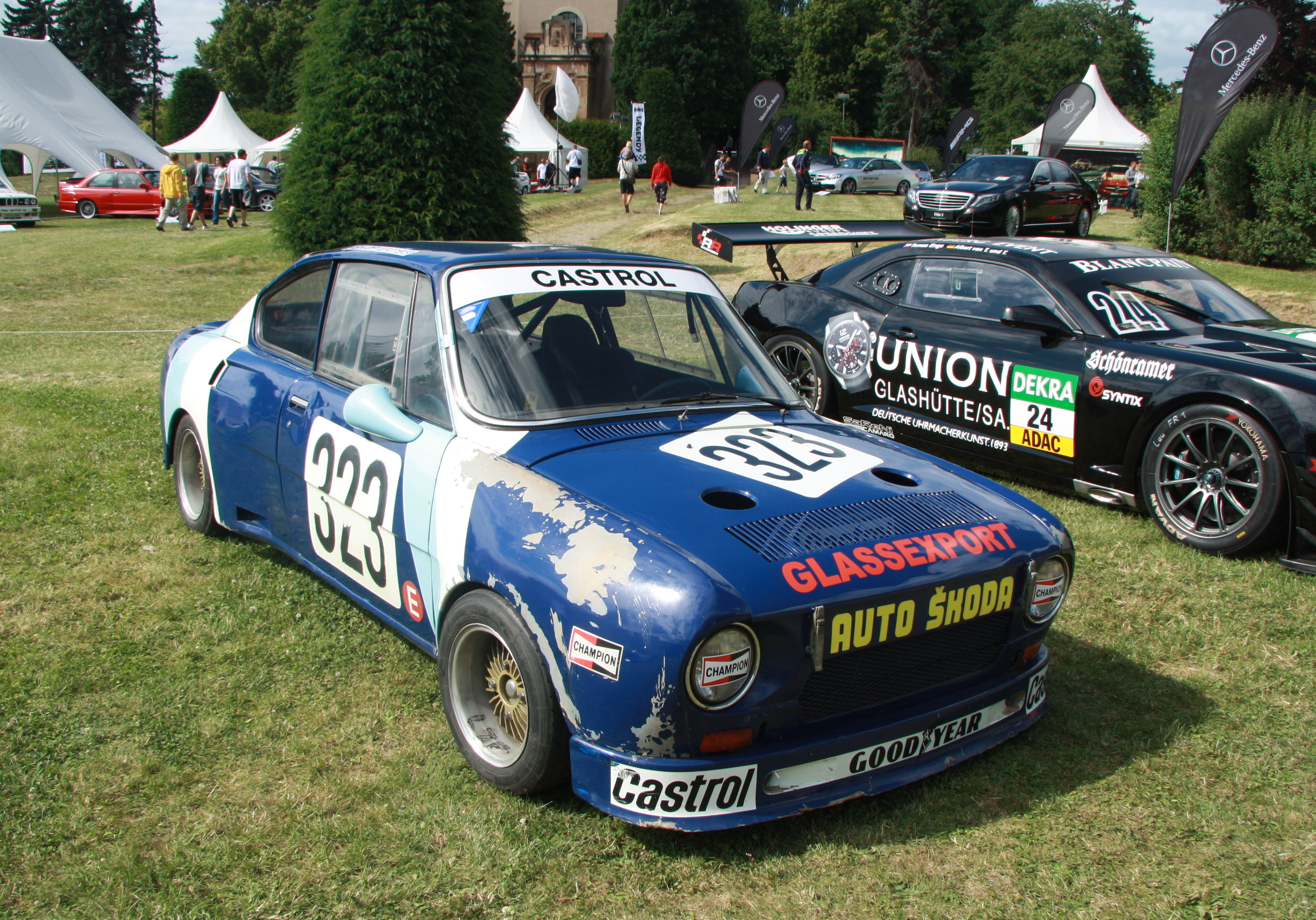
Škoda 130 RS na výstavě Legendy 2014
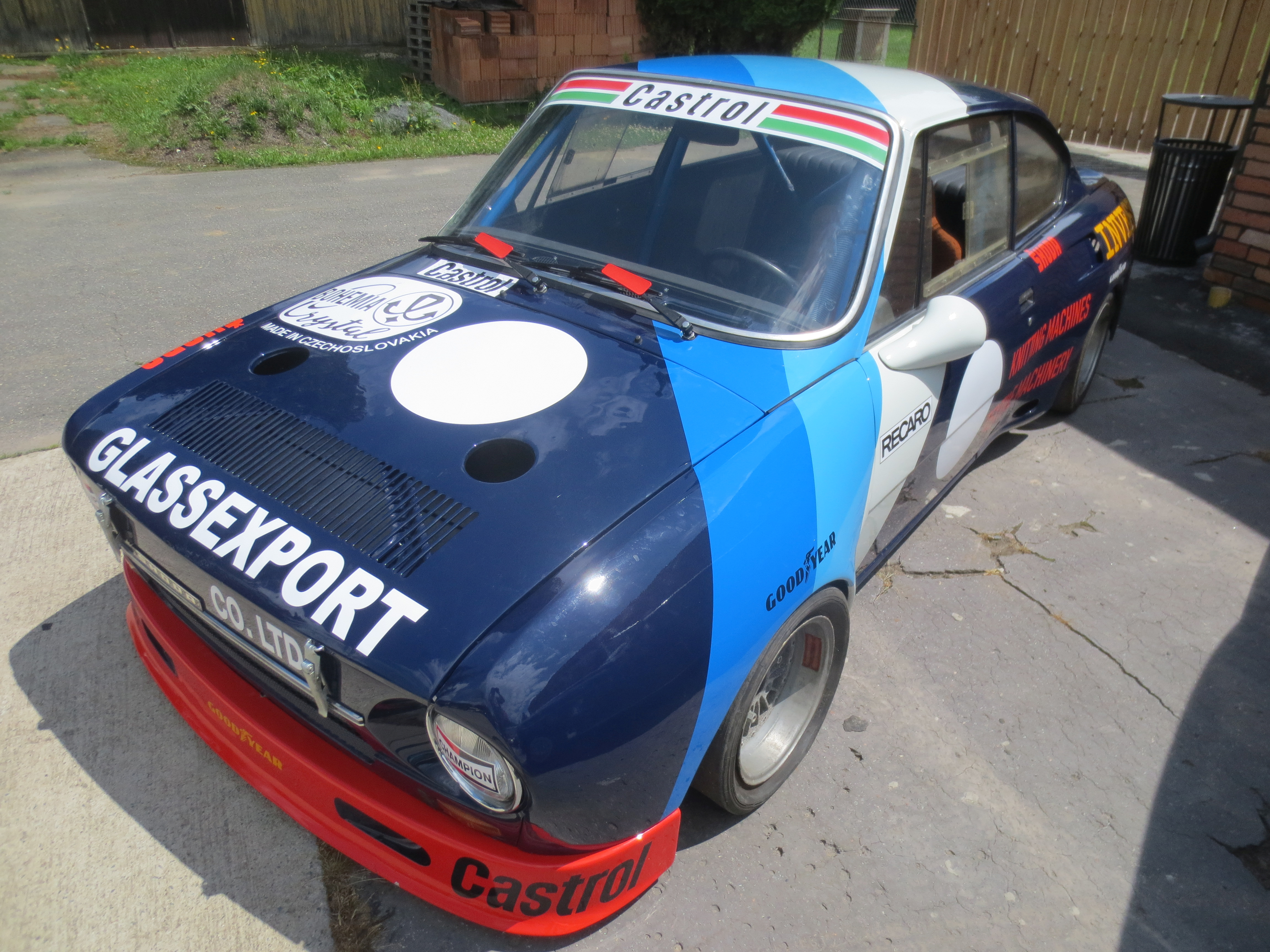
Škoda 130 RS, Vojtěch-Enge ze stáje Bohemia Crystal Liberec (Svět škodovek 2021)
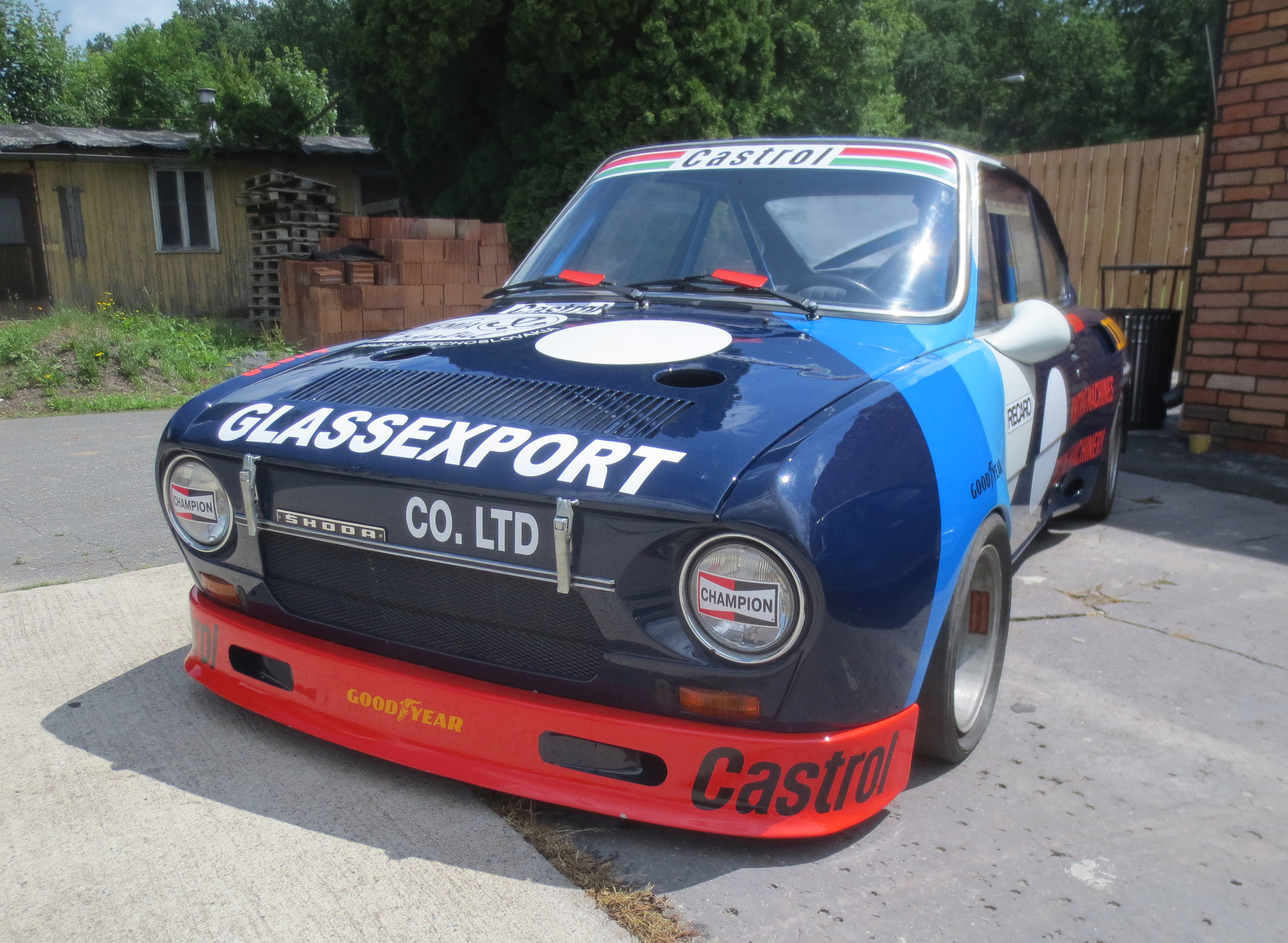
Škoda 130 RS, Vojtěch-Enge (Muzeum Svět škodovek 2021)
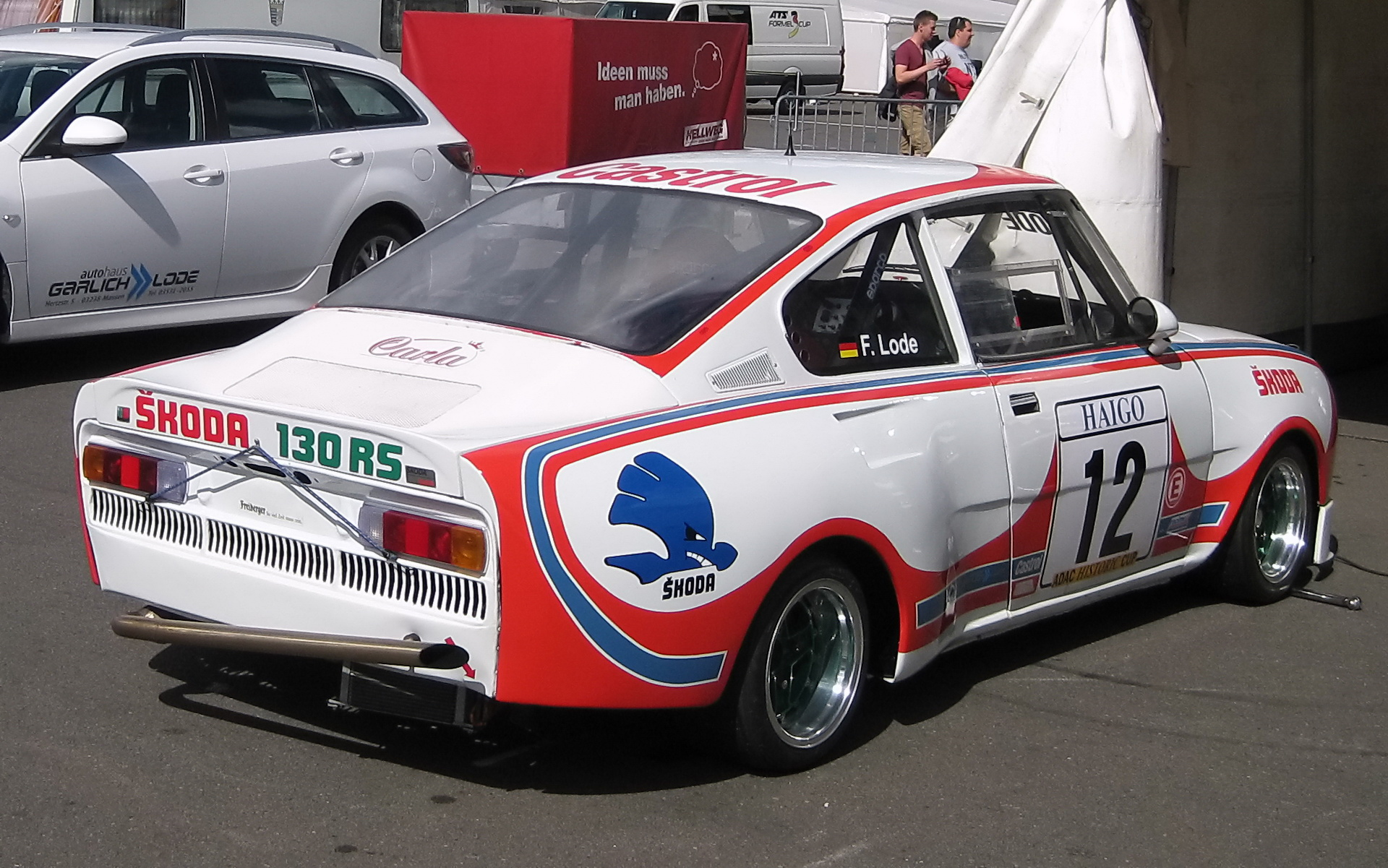
Škoda 130 RS, na závodech veteránů ADAC GT Masters Lausitzring 2012